# Муане, Жози
Жози Муане (фр. Josy Moinet; 23 октября 1929, Сен-Рогасьен, Приморская Шаранта — 4 августа 2018, Ла-Жарн, Приморская Шаранта) — французский политический деятель, сенатор от департамента Приморская Шаранта (1973—1989).

## Биография
Родился 23 октября 1929 года в Сен-Рогасьене, департамент Приморская Шаранта, Франция.
После окончания местного лицея стал учиться на юридическом факультете Университета Пуатье, где получил степень в области публичного права и экономики.
В 1953 году он был избран мэром своего родного города Сен-Рогасьен, а в 1973 году занял пост члена Совета департамента Приморская Шаранта от кантона Эгрефёй-д’Они. Спустя три года он возглавил Совет департамента, пробыв на этом посту шесть лет. 6 марта 1973 года он был избран членом Сената Франции от департамента Приморская Шаранта на следующие шестнадцать лет.
Скончался 4 августа 2018 года в Ла-Жарне, департамент Приморская Шаранта, Франция, в возрасте 88 лет.